# Funkcja całkowita
Funkcja całkowita – funkcja zmiennej zespolonej, która jest analityczna na całej płaszczyźnie zespolonej. Oznacza to, że funkcję tę można rozwinąć w szereg Taylora zbieżny na całej płaszczyźnie:
{\displaystyle f(z)=\sum \limits _{n=0}^{\infty }a_{n}z^{n},} gdzie {\displaystyle z,a_{n}\in \mathbb {C} .}

## Przykłady

### Wielomiany
Każdy wielomian jest całkowity i ma skończone rozwinięcie w szereg Taylora, co więcej on sam jest swoim rozwinięciem. Na przykład:
{\displaystyle f(z)=4z^{5}+7z^{2}+z+2=\sum \limits _{n=0}^{\infty }a_{n}z^{n}}
gdzie ciąg {\displaystyle (a_{n})} jest postaci
{\displaystyle (a_{n})=(2,1,7,0,0,4,0,0,0,0,\dots )}

### Funkcja eksponencjalna
Funkcja {\displaystyle \exp(z)} jest funkcją całkowitą zdefiniowaną jako
{\displaystyle \exp(z)=\sum \limits _{n=0}^{\infty }{\frac {z^{n}}{n!}},}
gdzie {\displaystyle n!} oznacza silnię.

### Sinus i cosinus
Funkcje {\displaystyle \sin(z)} i {\displaystyle \cos(z)} są całkowite. Ich rozwinięcia w szereg Taylora są następujące:
{\displaystyle \cos(z)=\sum \limits _{n=0}^{\infty }{\frac {(-1)^{n}}{(2n)!}}z^{2n},}
{\displaystyle \sin(z)=\sum \limits _{n=0}^{\infty }{\frac {(-1)^{n}}{(2n+1)!}}z^{2n+1}.}

## Własności
Z definicji funkcji całkowitej wynika, iż każda funkcja całkowita jest ciągła i nieskończenie wiele razy różniczkowalna, a więc również holomorficzna.